# راه‌بندان

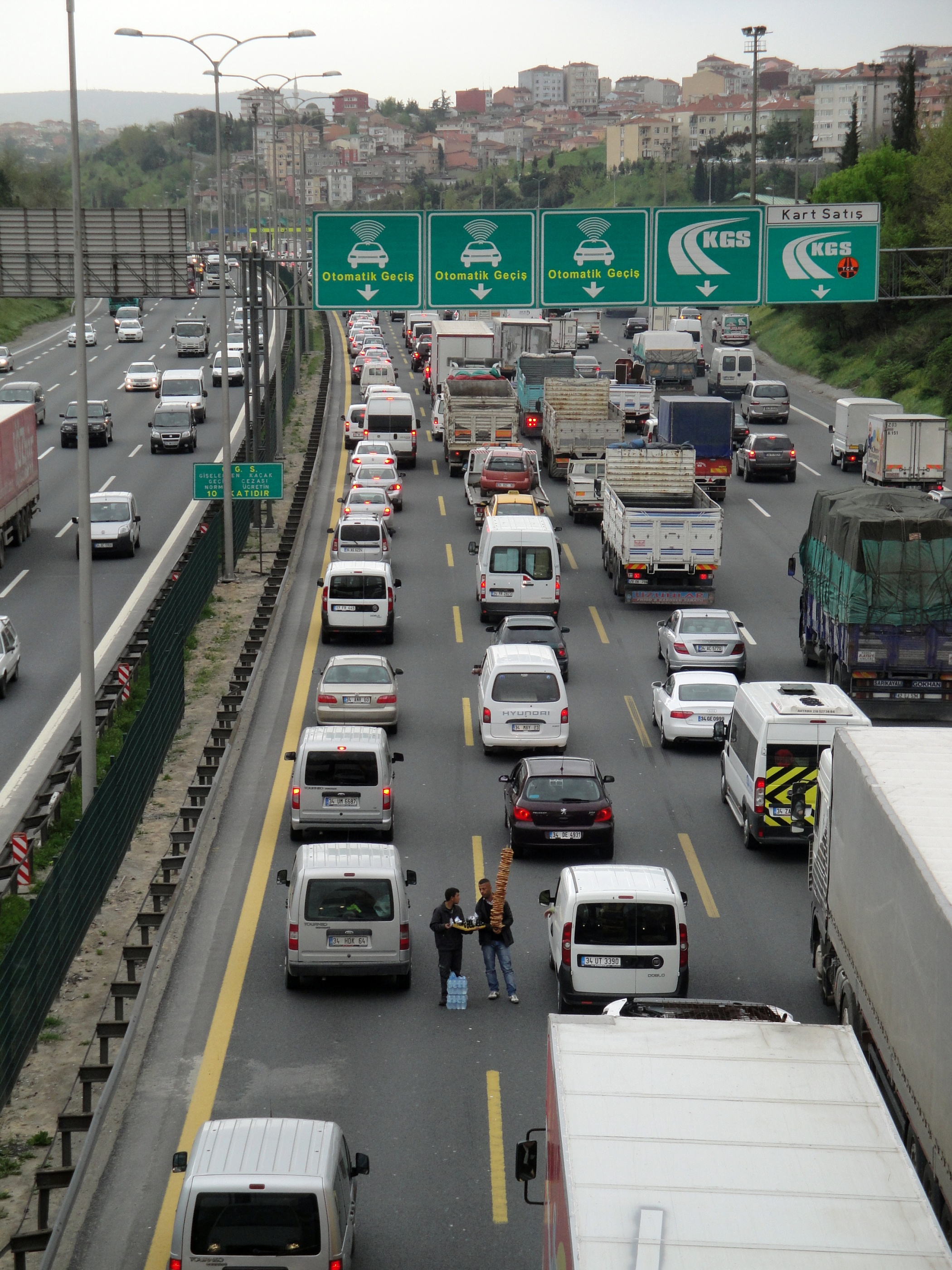
راه بندان در استانبول و فرصتی برای دو فروشنده سیمیت برای فروش غذا به رانندگان.

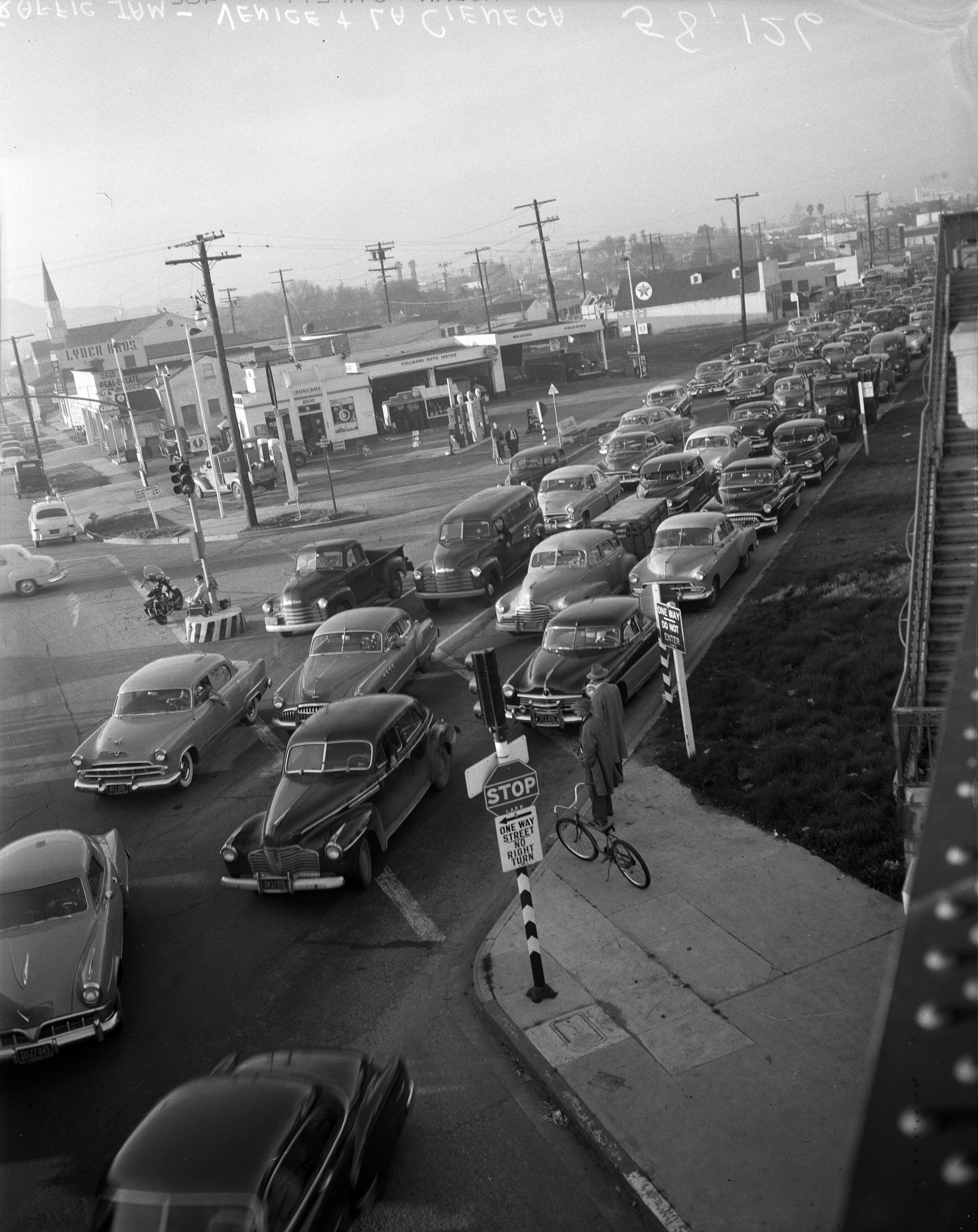
راه بندان لس انجلس، ۱۹۵۳

راهبندان که در نزد عموم بیشتر با عنوان ترافیک شناخته می‌شود به وضعیتی گفته می‌شود که در شدآمد خودروها و دیگر وسیله‌ها در یک مسیر خلل وارد شود به گونه‌ای که باعث کندی حرکت یا توقف وسایل نقلیه شود. راهبندان مختص به خودروها و ترابری جاده‌ای نیست و ممکن است برای هواپیماها و کشتی‌ها نیز اتفاق بیفتد؛ با این وجود راهبندان یا ترافیک در جاده و خیابان نمود بیشتری دارد.

## عوارض راه‌بندان (ترافیک)
- اتلاف وقت مسافران و راکبان
- تأخیر
- مصرف سوخت بیشتر
- به هم خوردن برنامه‌ریزی‌ها
- استرس
- آلودگی هوا
- خشم جاده‌ای

## پیشگیری
دانش مهندسی ترافیک با پیش‌بینی و مدیریت معابر و ساخت و سازها، سعی در پیشگیری از راهبندان و مدیریت آن را دارد.